# Кузиния
Кузиния (лат. Cousinia) — род растений семейства Астровые (Asteraceae).
Род назван в честь французского философа и историка Виктора Кузена.

## Ботаническое описание
Двулетние, чаще многолетние травы или полукустарники с цельными, перисто рассечёнными или лировидными листьями, прикорневые листья обычно отличные от стеблевых, часто в розетке; стебли простые или ветвистые.

## Виды
Род включает около 600 видов, некоторые из них:
- Cousinia araxena Takht. — Кузиния араксинская
- Cousinia armena Takht. — Кузиния армянская
- Cousinia brachyptera DC. — Кузиния короткокрылатая
- Cousinia chlorocephala C.A.Mey. ex DC. — Кузиния зеленоголовая
- Cousinia cynaroides C.A.Mey. — Кузиния артишоковидная
- Cousinia daralaghezica Takht. — Кузиния даралагезская
- Cousinia erivanensis Bornm. — Кузиния ереванская
- Cousinia fedorovii Takht. — Кузиния Фёдорова
- Cousinia gabrieljaniae Takht. & Tamanian — Кузиния Габриэлян
- Cousinia gigantolepis Rech.f. — Кузиния крупночешуйчатая
- Cousinia grandis C.A.Mey. ex DC. — Кузиния большая
- Cousinia hamosa C.A.Mey. ex DC. — Кузиния крючковидная
- Cousinia hohenackeri Fisch. & C.A.Mey. — Кузиния Гогенакера
- Cousinia iljinii Takht. — Кузиния Ильина
- Cousinia intermedia C.A.Mey. ex DC. — Кузиния промежуточная
- Cousinia lamakini C.Winkl. — Кузиния Ломакина
- Cousinia macrocephala C.A.Mey. — Кузиния крупноголовая
- Cousinia macroptera C.A.Mey. ex DC. — Кузиния крупнокрылая
- Cousinia meghrica Takht. — Кузиния мегринская
- Cousinia microcephala C.A.Mey. ex DC. — Кузиния мелкоголовая
- Cousinia onopordioides Ledeb. — Кузиния татарниковая
- Cousinia onopordon Freyn & Sint.
- Cousinia orientalis (Adams) K.Koch — Кузиния восточная
- Cousinia pterocaulos (C.A.Mey.) Rech.f.
- Cousinia purpurea C.A.Mey. ex DC. — Кузиния пурпурная
- Cousinia qaradaghensis Rech.f. — Кузиния карадагская
- Cousinia takhtajanii Tamanian — Кузиния Тахтаджяна
- Cousinia tenella Fisch. & C.A.Mey. — Кузиния тоненькая
- Cousinia tenuifolia C.A.Mey. ex DC. — Кузиния тонколистная

Часть видов перенесена в род Лопух (Arctium). Из них кузиния крупнолистая (Cousinia grandifolia) [=Arctium grandifolium (Kult.) S.López, Romasch., Susanna & N.Garcia] — редкий, узкоэндемичный вид. Численность сокращается, занесена в Красную книгу Казахстана. Встречается в хребтах Каратау, Боралдайтау, Талас Алатау. Места обитания — каменисто-щебнистые склоны гор.